# Littlefield (Texas)
 For alternative betydninger, se Littlefield. (Se også artikler, som begynder med Littlefield)
Littlefield er en amerikansk by og administrativt centrum for det amerikanske county Lamb County i staten Texas. I 2000 havde byen et indbyggertal på 6.372.
33°55′10″N 102°19′58″V / 33.91944°N 102.33278°V